# 田野 (滑雪运动员)
田野（1982年7月29日—），中國男子越野滑雪、冬季兩項運動員。

## 生涯
田野於1998年進入解放軍的滑雪隊伍，在2003年的全國第十屆冬季運動會的男子越野滑雪接力小項中奪得金牌，翌年在長春的國際短距離比賽亞洲組成為冠軍得主。
2005年，田野在奧地利的FIS國際積分賽男子15公里賽事得第4位，而在全國越野滑雪冠軍賽的男子個人15公里和短距離賽都贏得冠軍。都靈冬季奧運中，田野在2月14日舉行的男子團體賽小項準決賽中以18分57秒4，排名第9位，未能出線決賽，另外在2月17日的男子個人15公里小項中，田野排名第65位，總成績43分32秒2，而在男子短距離小項中的外圍賽，田野以2分25秒85，排名第五53位，與其餘三位隊友皆未能晉身決賽。同年，田野與隊友與參亞洲冬季兩項锦标赛暨全國冠軍賽男子4×7．5公里接力賽力壓日本隊，奪得冠軍。